# Werner Hochbaum
Werner Hochbaum (7 de marzo de le 1899, Kiel - 15 de abril de 1946, Potsdam) fue un realizador y productor de cine alemán, que sobresalió en la década de 1930.

## Trayectoria
Werner Hochbaum destacó en el mundo cinematográfico, desde 1927, primero como crítico. Luego, en los años finales de la República de Weimar, hizo cine muy realista, un cine llamado de la calle; así sucede con su producción y dirección de un famoso film proletario, Brüder, en 1929, que se apoyaba en ese cine soviético que conoció en su juventud. 
Rodó además, ya en tiempos del sonoro, un fim de propaganda para la SPD,  Razzia in St. Pauli, en 1932. La película fue prohibida en 1933 por los nazis. 
Pasó a trabajar a Austria, haciendo cine ligero. Rodó Vorstadtvarieté, basado en una obra de teatro, Der Gemeine, del escritor austriaco Felix Salten. Tuvo gran éxito con La máscara eterna (Die ewige Maske) (1935), quizá su film más conocido. Rodó luego entre Alemania y Austria, al parecer como modo de sobrevivir. 
Por su film Tres suboficiales (Drei Unteroffiziere), de 1939, los aliados más tarde le reprocharon que hubiese hecho propaganda nazi, al haber narrado la vida ordinaria de unos suboficiales en la Alemania justo en el año de la declaración de la Segunda Guerra Mundial.
Al concluir dicha guerra, quedó reducido a la miseria por completo, y murió abandonado a los 47 años, en 1946. Posiblemente por esa etapa de supervivencia tan difícil en Alemania, como narró Douglas Sirk (quien sí pudo huir), haya pasado al olvido, no siendo citado ni por Sadoul ni por Gubern en sus respectivas Historia del cine. 
La Filmoteca Nacional, en Madrid, ha pasado un ciclo amplio en 2016 de ese valioso autor, muy poco conocido en España, y solo recuperado lentamente en Europa.

## Filmografía
- 1928: Vorwärts (documental)
- 1929: Brüder (con producción y guion)
- 1929: Zwei Welten (con producción y guion)
- 1929: Wille und Werk (con producción y guion)
- 1932: Razzia in St. Pauli (con guion; en 1933 fue prohibido)
- 1932: Besserer Herr gesucht zwecks... (con guion)
- 1933: Schleppzug M 17
- 1933: Menschen im Sturm (versión alemana del film húngaro Itel a Balaton)
- 1933: Mañana empieza la vida (Morgen beginnt das Leben)
- 1935: Vorstadtvarieté (Austria; y coguionista)
- 1935: La máscara eterna (Die ewige Maske; Austria; y coguionista)
- 1935: Caballería ligera (Leichte Kavallerie, Alemania), y hace la versión francesa del film.
- 1935/36: Der Favorit der Kaiserin (y coguionista)
- 1936: Sombras del pasado (Schatten der Vergangenheit, Austria)
- 1936: Hannerl und ihre Liebhaber
- 1937: Man spricht über Jacqueline (y coguionista)
- 1938: Mädchen geht an Land (y coguionista)
- 1939: Tres subooficiales (Drei Unteroffiziere)
- 1940: Donauschiffer (coguionista)
- 1945: Befreite Musik (coproductor)
- 1945: Dob, der Stallhase (coproductor)

## Premios
- 1935: Medalla en Venecia por Die ewige Maske
- 1937: Mejor película extranjera, National Board of Review Awards por Die ewige Maske

## Crítica
- Siegfried Kracauer, De Caligari a Hitler. Una historia psicológica del cine alemán, Paidós, 1985.
- Hans-Michael Bergfelder, The Concise Cinegraph: Encyclopedia of German Cinema, Berghahn Books, 2009.
- Klaus Kreimeier, The UFA story: a history of Germany's greatest film company, 1918-1945, University of California Press, 1999.
- Kay Weniger, Zwischen Bühne und Baracke. Lexikon der verfolgten Theater-, Film- und Musikkünstler 1933 bis 1945, Berlín, Metropol, 2008, ISBN 978-3-938690-10-9
- Elisabeth Büttner y Joachim Schätz (eds.), Werner Hochbaum. An den Rändern der Geschichte filmen, Viena, Filmarchiv Austria, 2011